# Torre Quintaneta
La Torre Quintaneta es una masía fortificada en la llanura entre la villa de Torroella de Montgrí y Estartit (Bajo Ampurdán). Está entre la carretera Gi-641, al sur; el Camino Viejo de Estartit, al norte, y la urbanización de las Dunas. Se puede llegar a partir del desvío hacia el norte en el km 2,5 de la Gi-641 carretera que enlaza el núcleo de Torroella con Estartit. El edificio está a unos 18 m s. n. m. y tiene una torre de defensa cilíndrica, actualmente rodeada por el resto de edificios del conjunto, con dos matacanes en el lado de poniente para defenderse de los ataques de los piratas otomanos y berberiscos. Al igual que la Torre Grande, pertenecía a la familia Quintana de donde proviene su nombre.